# Edward Sharpe and the Magnetic Zeros

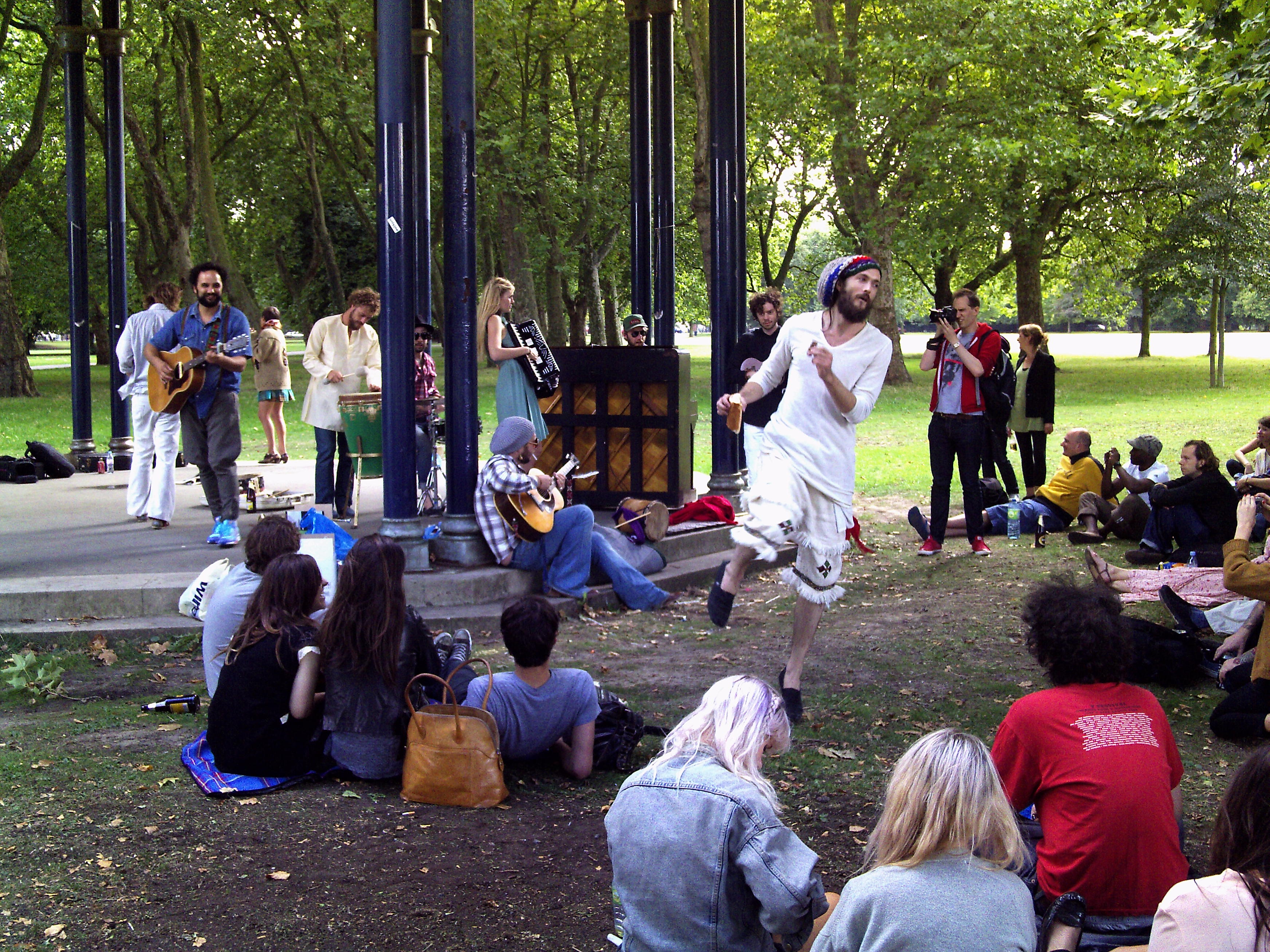

Edward Sharpe and the Magnetic Zeros — музыкальный коллектив из Лос-Анджелеса. Помимо фронтмена Алекса Эберта в состав входят около десятка музыкантов. Их дебютный альбом Up from Below вышел в июле 2009 года; второй диск под названием Here группа выпустила 29 мая 2012 года.

## История
Группа была сформирована в 2007 году Алексом Эбертом, вокалистом группы Ima Robot, исполняющей пауэр-поп. Незадолго до этого он расторг контракт с лейблом, расстался с девушкой, переехал из старого дома и вступил в общество анонимных алкоголиков. Около года музыкант провёл в уединении без телефона и Интернета.
Эдвард Шарп — это альтер эго Эберта, подросток-мессия из рассказа, который музыкант писал во время затворничества. «Шарп был послан на Землю, чтобы исцелить и спасти людей, — рассказал Эберт, — но девушки отвлекли его, и он влюбился».
Позже Эберт познакомился в кафе с певицей Джейд Кастринос, и они решили сочинять музыку вместе. Их первый концерт состоялся на кинофестивале в Марфе (штат Техас), а летом 2008 года группа завершила турне по США. Финансовую поддержку им оказывал Хит Леджер.
За дебютным мини-альбомом Here Comes, выпущенным в мае 2009 года, последовала студийная работа Up from Below, которая заняла 76-е место в хит-параде Billboard 200.

## Сотрудничество
Edward Sharpe and the Magnetic Zeros записали песню «Chickens in Love» для одноимённого благотворительного сборника от организации 826LA. Их кавер-версия «Memory of a Free Festival» вошла в трибьют Дэвиду Боуи We Were So Turned On, выпущенный в сентябре 2010 года в рамках благотворительного проекта организации War Child. В качестве приглашённого артиста они приняли участие в записи песни The Flaming Lips «Helping the Retarded to Know God», включённой в альбом The Flaming Lips and Heady Fwends (2012).
Весной 2011 года ESMZ проводили концертное турне в США вместе с группами Mumford & Sons и Old Crow Medicine Show; видеозаписи этих гастролей легли в основу документального фильма Big Easy Express, премьера которого состоялась на фестивале South by Southwest в марте 2011 года.

## Дискография

### Студийные альбомы
- Up from Below (2009)
- Here (2012)
- Edward Sharpe & the Magnetic Zeros (2013)

### Мини-альбомы
- Here Comes (2009)

### Синглы
- «40 Day Dream»/«Geez Louise» (2009)
- «Home» (2010)
- «Memory of a Free Festival» (2010)
- «Chickens in Love» (2010)